# Мери Самървил
Мери Феърфакс Самървил (на английски: Mary Fairfax Somerville) е шотландска писателка и енциклопедистка. Тя учи математика и астрономия и заедно с Каролин Хершел е първата жена, член на Кралското астрономическо дружество.

## Ранни години
Родена е на 26 декември 1780 година в Джедбърг, Шотландски граници, в дома на леля си по майчина линия, съпругата на д-р Томас Самървил (1741 – 1830). Тя е дъщеря на вицеадмирал сър Уилям Джордж Феърфакс (потомък на известния род Феърфакс) и Маргарет Чартъри, потомка на няколко големи шотландски династии. Прекарва детството си в Бърнтайланд, Файф. След завръщането си от морско пътешествие, баща ѝ я намира за „дивачка“ и я изпраща на едногодишно обучение в Мъселбърг, скъпоструващо училище с пансион, след което тя може да чете, макар и не много добре, да прави проста аритметика и да говори малко френски.
По-късно, тя учи неофициално география и астрономия, и си дава сметка, че образованието ѝ е силно ограничено спрямо това, което брат ѝ получава. По тази причина тя учи латински при чичо си д-р Томас Самървил, който я описва като запалена ученичка. Веднъж, докато слуша урок, даван на брат ѝ, тя отговаря там, където той не се справя. Учителят е впечатлен и ѝ предлага да продължи неофициално да слуша уроците му. Тя учи изкуства при Александър Насмит в Единбург, от когото научава за перспективата − вдъхновена, тя си набавя копие от Елементи на Евклид и го изучава задълбочено. През това време, тя запазва маниерите си на дъщеря в аристократично семейство, като посещава обществени събития в Единбург, на които става известна като „Джедбъргската роза“. По това време, след смъртта на десетгодишната ѝ сестра, родителите ѝ ѝ забраняват да учи, понеже смятат, че това е допринесло за смъртта на сестра ѝ. Това не я спира, и тя чете скришом.
През 1804 г., тя се омъжва за свой далечен братовчед, руския консул в Лондон, капитан Самюел Григ. Те имат две деца, едното от които, Воронцов Григ, става адвокат и учен. Те живеят в Лондон. За Самървил това не е добър период: макар и да има достъп до книги, съпругът ѝ няма високо мнение за възможностите на жените да се занимават с научна работа. Тя се завръща в Шотландия след смъртта му през 1807 г.
Наследството, което получава от Григ, ѝ дава свободата да продължи заниманията си с науката. През 1812 г., тя се омъжва за друг далечен братовчед, д-р Уилям Самървил (1771 – 1860), военен лекар, който я насърчава в интереса ѝ към физиката и природните науки въобще. Те имат четири деца. Тя се запознава с най-видните учени на епохата, които са привлечени от нейния талант. Още преди да стане известна, Лаплас казва за нея: „Само три жени са ме разбирали. Вие, г-жо Самървил, Каролин Хершел, и г-жа Григ, за която не знам нищо“ (Самървил е първата и третата от тези три жени).

## Преводи и ръкописи
Лорд Хенри Бръгам отправя молба на Самървил да преведе труда на Лаплас „Mécanique céleste“. Става известна с превода си на този труд, публикуван през 1831 г. под заглавието „The Mechanism of the Heavens“. За този си труд тя казва: „Преведох труда на Лаплас от алгебра на обикновен език“.
Други нейни трудове са „За връзката между физическите науки“ (1834), „Физическа география“ (1834), която е широко използван учебник до началото на ХХ век, и „Молекулярна и микроскопична наука“ (1869). През 1835 г., заедно с Каролин Хершел стават жени-членки на Кралското астрономическо дружество.
През 1838 г., Мери и съпругът ѝ се местят в Италия, където прекарват по-голямата част от времето си. През 1868 г., 4 години преди смъртта си на 91-годишна възраст, тя подписва неуспешната петиция на Джон Стюарт Мил за избирателно право на жените.
Самървил дължи голяма част от популярността си на ясния и точен изказ в трудовете ѝ, както и на ентусиазма за темите, който предава. От 1835 г., тя получава пенсия от 300 паунда от правителството. През 1869 г. получава „Медала на дарителите“ на Кралското географско дружество, после и „медал Виктория“, става член и на Американското философско общество.
Трудовете на Самървил оказват влияние над Джеймс Максуел и Джон Адамс. Нейните дискусии за хипотетична планета отвъд орбитата на Уран в шестото издание на „За връзката между физическите науки“ (1842) мотивират Адамс да търси такава планета и той открива Нептун.
Сред приятелите ѝ в литературните среди са Мария Еджуърт, Маргарет Холфърд и Джоана Бейли. След като се запознава с „Предварителна дисертация за механизмите на небесата“ (1832), Бейли пише на Самървил: "За мен е чест да бъда удостоена с това внимание от страна на човек, който е направил толкова много за това да спре лежерното подценяване на способностите на жените, отколкото е направило цялото сестринство на поетичните моми и автори на романи“.

## Смърт и наследство
Самървил умира в Неапол на 29 ноември 1872 година и е погребана на Английското гробище. Година по-късно е издадена автобиографията ѝ Personal Recollections, съставена от спомени от късните ѝ години, в които се разкриват както елементи от характера ѝ, така и отражения от действителността на научните и литературни общества от епохата ѝ.